# Balkove, Peatîhatkî
Balkove (în ucraineană Балкове) este un sat în comuna Savro din raionul Peatîhatkî, regiunea Dnipropetrovsk, Ucraina.

## Demografie
Componența lingvistică a localității Balkove
     Ucraineană (100%)
Conform recensământului din 2001, toată populația localității Balkove era vorbitoare de ucraineană (100%).